# Rádio Up Vitória da Conquista
Rádio Up Vitória da Conquista é uma emissora de rádio brasileira sediada em Vitória da Conquista, cidade do estado da Bahia. Opera no dial FM na frequência 100.1 MHz e é afiliada à Rede Up.

## História
A emissora nasceu na metade dos anos 1991, pela Família Albuquerque, o nome inicial era Conquista Musical FM, seu estúdio inicial era na Avenida Itabuna, no bairro Brasil, atualmente o local é um prédio abandonado. A emissora mesclava grandes sucessos da época e músicas adultas e se tornou a emissora mais potente da cidade operando com 20kw, possuindo um alcance a mais, podendo alcançar cidades do norte de Minas Gerais.
Em 2000, a emissora passa á se chamar Rádio FM 100.1 e passou a incluir músicas populares. Em 2003, a emissora passa a afiliar a Transamérica Hits, dos anos para cá, a emissora passou a ter uma forte concorrência, disputando primeiro lugar com a Band FM.
Ricardo Borges, Cícero Harley, Bettu Buzina, Massinha e Camponês, são atualmente os locutores da emissora. Maciel Junior, também fez parte da emissora, além de trabalhos internos, atualmente ele comanda uma webrádio na cidade, intitulada "Mega Rádio VCA", os estúdios da Mega Rádio também abriga o programa Agito Geral, apresentado por Massinha, um programa de entrevistas que é transmitido pela Transamérica.
Em agosto de 2018, Carlos Albuquerque, o fundador da emissora morre aos 68 anos, vitima de câncer de pulmão, além de empresário, era cantor e compositor.
Em 2019, a emissora passa a transmitir as jornadas esportivas do Campeonato Baiano, com a contratação de Luiz Alves, que já passou pela Rádio Clube de Conquista.
Seguindo a mudança da Rede Transamérica para o formato Hot AC Pop e a extinção da portadora Hits da rede, a emissora passa a adotar o novo formato às 12h do dia 9 de dezembro de 2019. Além da nova programação, a emissora também prepara a reinauguração do estúdio localizado na sede da emissora, na Praça Orlando Leite, bairro Recreio. Durante a transição, os programas estavam sendo gerados no estúdio reserva no bairro Aparecida, onde estão localizados os transmissores e a torre.
Depois de 17 anos de parceria, a emissora encerrou a afiliação com a Rede Transamérica no dia 30 de novembro de 2020, a emissora entrou na expectativa para afiliação à Rede Up. A programação local não teve grandes mudanças, mas prepara uma adaptação para nova rede.